# Grab (Cetinje)
Pour les articles homonymes, voir Grab.
Grab (en serbe cyrillique : Граб) est un village du sud du Monténégro, dans la municipalité de Cetinje.

## Démographie

### Évolution historique de la population[1]
| 1948 | 1953 | 1961 | 1971 | 1981 | 1991 | 2003 |
| ---- | ---- | ---- | ---- | ---- | ---- | ---- |
| 120  | 137  | 126  | 108  | 62   | 33   | 32   |